# بريسال
بريسال هي مدينة تقع على ضفة نهر كيرتانخولا في جنوب وسط بنغلاديش، حسب إحصاء سنة 2011، يبلغ تعداد سكان بريسال 278 328 نسمة.

## الديانة
أغلب سكان مدينة بريسال هم من المسلمين ويشكلون نسبة 89.30%، بينما يُشكل الهندوس نسبة 9.7%، والمسيحيون 0.98%، والبوذيون 0.01%

## النقل والمواصلات

### النقل الجوي
مطار بريسال هو مطار داخلي يربط المدينة بمطار العاصمة دكا.

## معرض صور

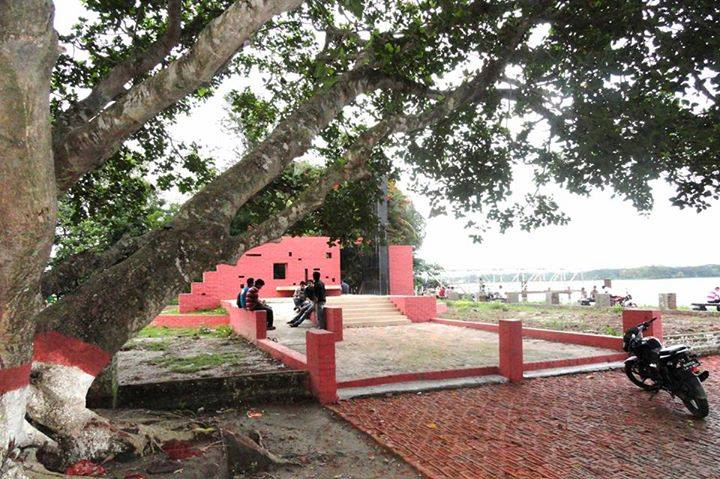
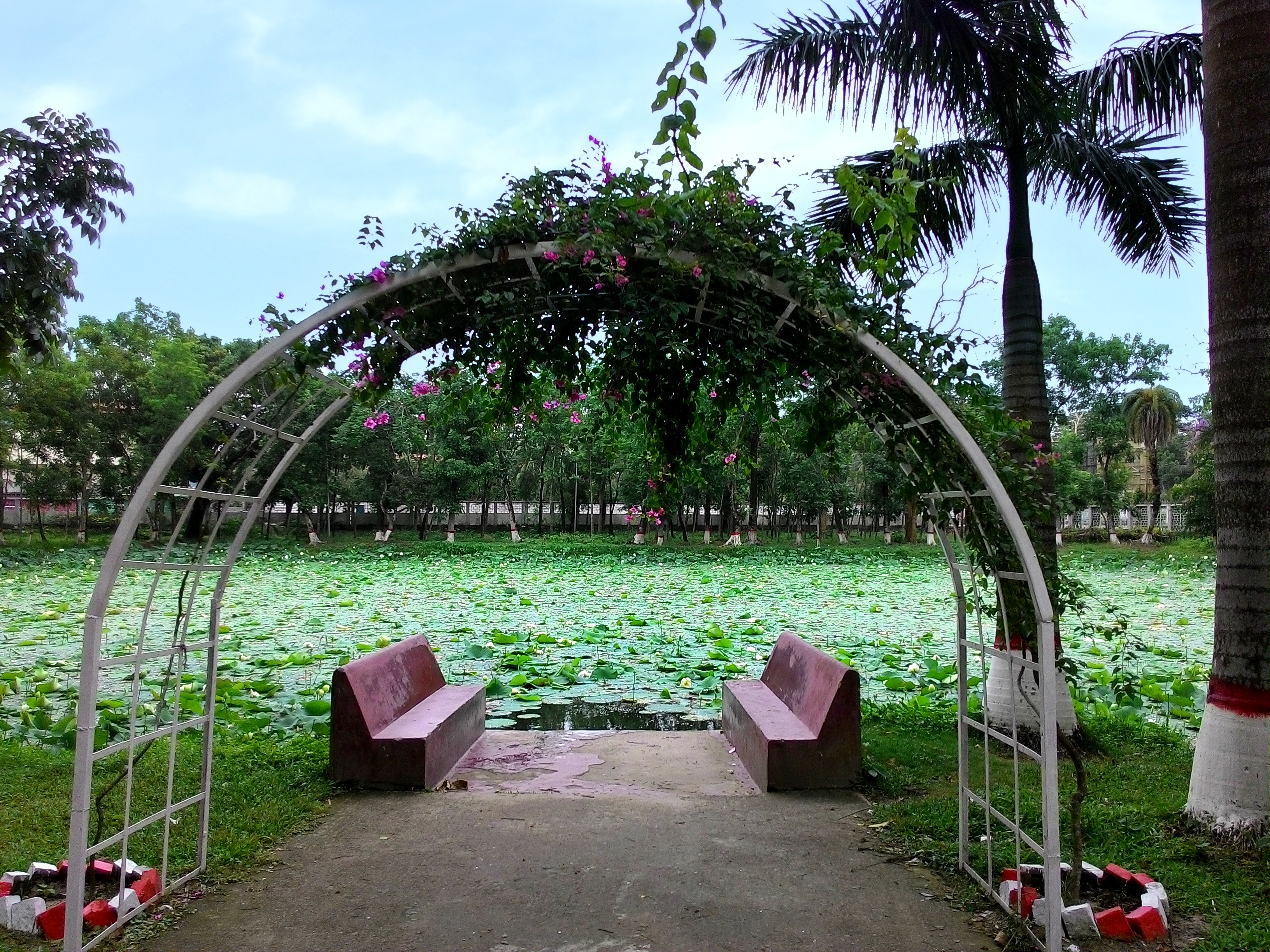
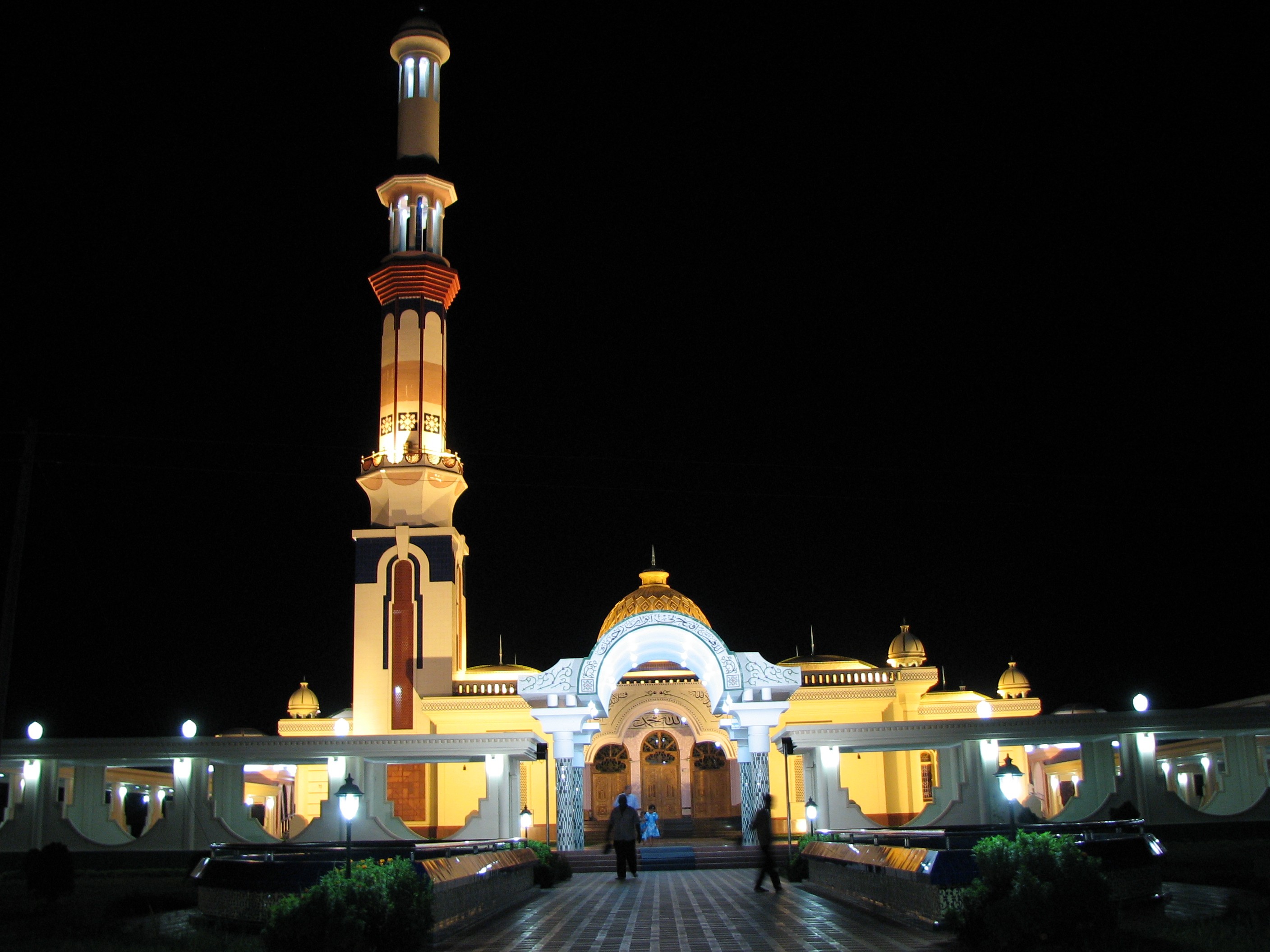
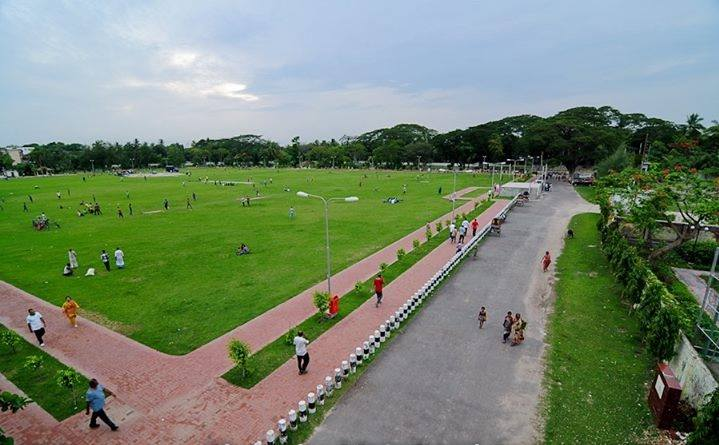
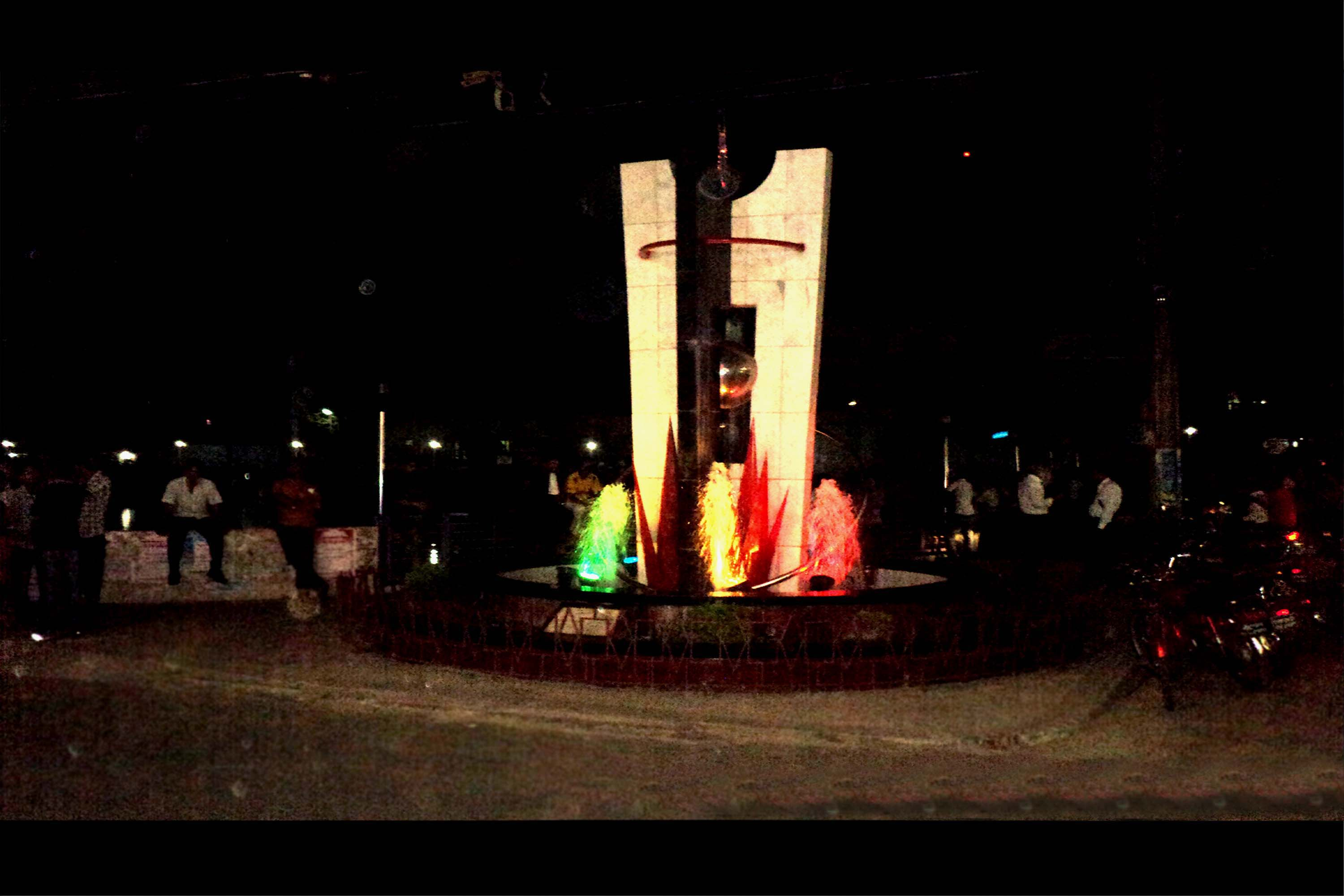
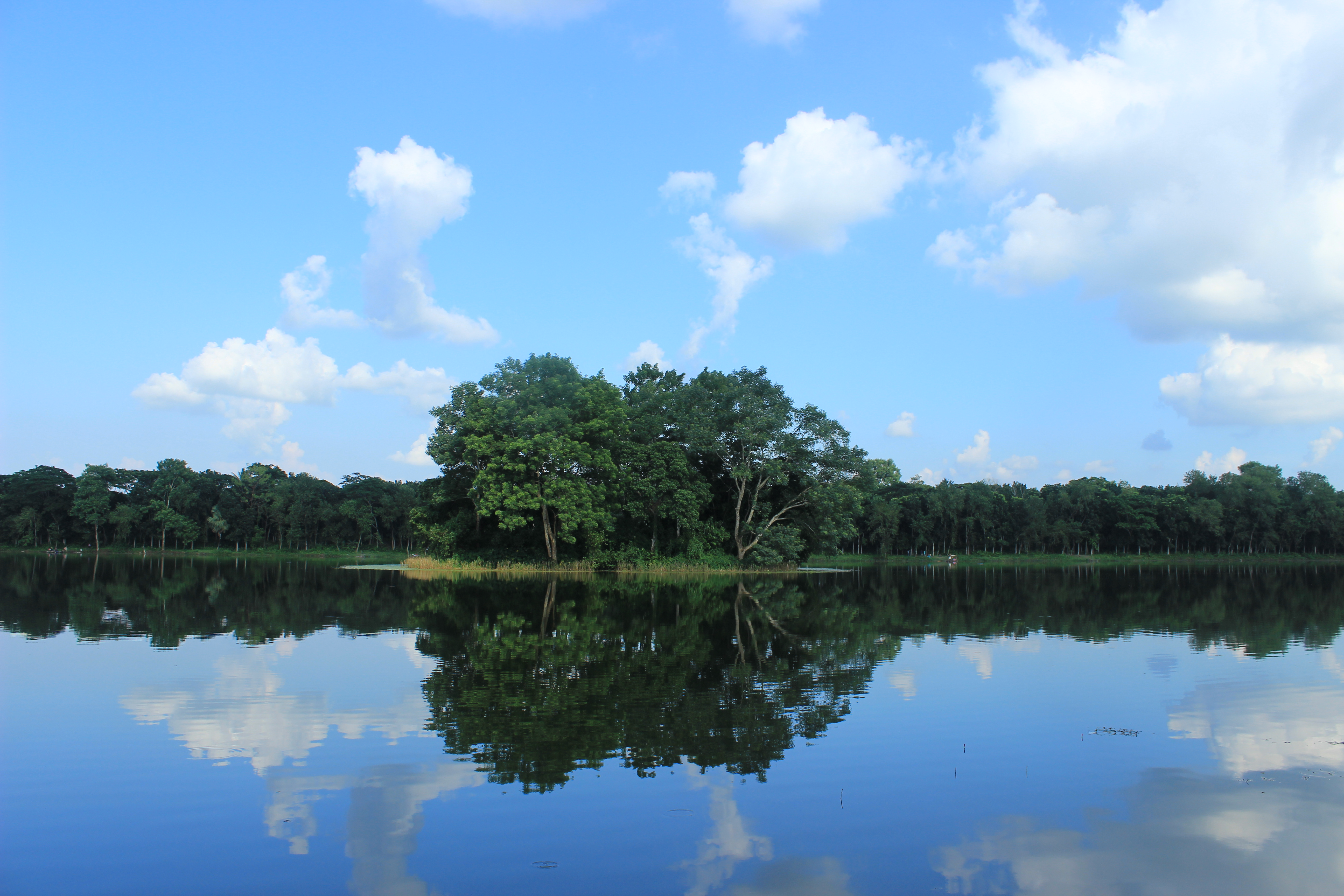

## أعلام
- أبو القاسم فضل الحق
- محمد علي بوغرا
- زكريا مسعود
- كاميني روي
- أرونداتي ديفي